# Gräfenthal
Gräfenthal is een gemeente in de Duitse deelstaat Thüringen, en maakt deel uit van de Landkreis Saalfeld-Rudolstadt.
Gräfenthal telt 1.897 inwoners.

## Geografie
Gräfenthal ligt in een zijdal van de Loquitz in het Thüringer Leisteengebergte (Thüringer Schiefergebirge) een heuvelachtig gebied ten zuidoosten van het Thüringer Woud. De hoogste toppen, doorgaans met sparren bebost, halen in deze streek zo'n 800 m.
20 km naar het noordoosten ligt de stad Saalfeld.
Buurgemeenten zijn ( in wijzerzin vanaf het noorden ):
Reichmannsdorf, Probstzella, Ludwigsstadt, Tettau, Oberland am Rennsteig, Piesau, Lichte, Schmiedefeld
Gräfenthal zelf is samengesteld uit 8 deelgemeenten:
- Buchbach
- Creunitz
- Gebersdorf
- Gräfenthal
- Großneundorf
- Lichtenhain
- Lippelsdorf
- Sommersdorf

## Geschiedenis
De stad wordt voor het eerst in 1288 vermeld. Hij werd gesticht door het plaatselijk adellijk geslacht van de Heren van Gräfenthal, die in de omgeving eigendommen hadden. Wellicht werd een eerste landhuis gebouwd op de plaats van het huidige Slot Wespenstein. Over dit geslacht is weinig bekend, behalve dat zij rechtstreekse leenmannen waren van de landgraven van Thüringen. Het omliggende Saalfelder Woud was immers een van de weinige grotere aaneengesloten gebieden die in niet verleend grafelijk bezit waren.
Na het uitsterven van dit geslacht kwamen hun bezittingen in handen van de graven van Orlamünde. Die gaven het in leen aan de Heren van Gräfendorf , maar namen het uiteindelijk weer in persoonlijk bezit als hun residentie.
Door de steeds verslechternde economische omstandigheden waren de Orlamünders in 1394 verplicht het Slot Gräfenthal met alle bijhorende rechten en gronden als leengoed aan de Wettiners aan te bieden en het uiteindelijk in 1426 aan Frederik i van Saksen te verkopen. De Wettiners verkochten het dan weer in 1438 aan de Rijksmaarschalk van Pappenheim evenewel met behoud van het leenrecht. Deze lijn eindigt met het overlijden van Chritoph Ulrich von Pappenheim op 19 december 1599. In 1621 wordt het weer door de Wettiners ingekocht, als deel van het Hertogdom Saksen-Altenburg, vanaf 1680 van Saksen-Saalfeld

## Bezienswaardigheden
- Slot Wespenstein
- Grens- en Heimatmuseum Gräfenthal
- Evengelische stadkerk met gersetaureerde jugendstilbeschildering
- Stadhuis
- Spoorwegviaduct
- Stadspark
- Oorlogsmonument

## Geboren in Gräfenthal
- Georg Grosch (1895-1987), muziekleraar, componist
- Reinhard Höhn (1904–2000), jurist
- Helmut Lipfert (1916-1990) was een meervoudig gedocoreerde piloot uit de Tweede Wereldoorlog.
- Christian Paschold (* 1949), Beeldhouwer, Kunstenaar
- Ines Paulke (1958–2010), Popmuzikante

Allendorf ·
Altenbeuthen ·
Bad Blankenburg ·
Bechstedt ·
Cursdorf ·
Deesbach ·
Döschnitz ·
Drognitz ·
Gräfenthal ·
Hohenwarte ·
Katzhütte ·
Kaulsdorf ·
Königsee ·
Lehesten ·
Leutenberg ·
Lichte ·
Meura ·
Piesau ·
Probstzella ·
Rohrbach ·
Rudolstadt ·
Saalfeld/Saale ·
Schwarzatal ·
Schwarzburg ·
Sitzendorf ·
Uhlstädt-Kirchhasel ·
Unterweißbach ·
Unterwellenborn